# Suède aux Jeux olympiques d'été de 1948
La Suède est représentée aux Jeux olympiques d'été de 1948 par une nombreuse délégation de 181 athlètes, dont 19 femmes. Elle effectue à Londres une remarquable moisson de 46 médailles dont 17 en or et se place ainsi au 2e rang mondial, juste derrière les États-Unis. Une performance établie en grande partie grâce à ses lutteurs et ses athlètes. La Lutte et l’ Athlétisme s'imposant comme les deux sports principaux pourvoyeurs de médailles des Scandinaves : 13 médailles dont 5 en or dans chacun de ces deux sports.

## Bilan global
| Sport              | Médaille d'or, Jeux olympiques | Médaille d'argent, Jeux olympiques | Médaille de bronze, Jeux olympiques | Total |
| Athlétisme         | 5                              | 3                                  | 5                                   | 13    |
| Boxe               | 0                              | 1                                  | 0                                   | 1     |
| Haltérophilie      | 0                              | 0                                  | 1                                   | 1     |
| Pentathlon moderne | 1                              | 0                                  | 1                                   | 2     |
| Canoë-kayak        | 4                              | 0                                  | 0                                   | 4     |
| Équitation         | 0                              | 1                                  | 2                                   | 3     |
| Escrime            | 0                              | 0                                  | 1                                   | 1     |
| Lutte              | 5                              | 5                                  | 3                                   | 13    |
| Tir                | 0                              | 0                                  | 3                                   | 3     |
| Voile              | 0                              | 1                                  | 1                                   | 2     |
| Football           | 1                              | 0                                  | 0                                   | 1     |
|                    | 16                             | 11                                 | 17                                  | 44    |

## Liste des médaillés

### Médailles d'or
| Sport                                           | Discipline                       | Sportifs |
| Médailles d’or : 16                             |                                  | |
| Athlétisme                                      |                                  | |
| 1 500 m                                         | Henry Eriksson                   | |
| 3 000 m steeple                                 | Tore Sjöstrand                   | |
| 10 km marche                                    | John Mikaelsson                  | |
| 50 km marche                                    | John Ljunggren                   | |
| Triple saut                                     | Arne Åhman                       | |
| Canoë-kayak                                     |                                  | |
| 1 000 mètres kayak monoplace hommes             | Gert Fredriksson                 | |
| 10 000 mètres kayak monoplace hommes            | Gert Fredriksson                 | |
| 1 000 mètres kayak biplace hommes               | Hans Berglund Lennart Klingström | |
| 10 000 mètres kayak biplace hommes              | Gunnar Akerlund Hans Wetterström | |
| Football                                        |                                  | Sune Andersson Pär Bengtsson Henry Carlsson Rune Emanuelsson Gunnar Gren Egon Jönsson Börje Leander Nils Liedholm Torsten Lindberg Erik Nilsson Stellan Nilsson Bertil Nordahl Gunnar Nordahl Knut Nordahl Stig Nyström Kjell Rosén Birger Rosengren Kalle Svensson Torsten Ullman |
| Lutte                                           |                                  | |
| Lutte gréco-Romaine Poids mi-moyens, 72 - 79 kg | Rudolf Svedberg                  | |
| Lutte gréco-Romaine Poids coq, 52 - 57 kg       | Kurt Pettersén                   | |
| Lutte gréco-romaine Poids légers, 62 - 67 kg    | Gustav Freij                     | |
| Lutte gréco-romaine Poids mi-moyens, 67 - 73 k  | Gösta Andersson                  | |
| Lutte gréco-romaine Poids moyens, 73 - 79 kg    | Axel Grönberg                    | |
| Pentathlon moderne                              | Individuel homme                 | William Grut |

### Médailles d'argent
| Sport                                       | Discipline                   | Sportifs                                   |
| Médailles d’argent : 11                     |                              |                                            |
| Athlétisme                                  |                              |                                            |
| 1 500 m                                     | Lennart Strand               |                                            |
| 3 000 m steeple \| Lennart Strand           | Erik Elmsäter                |                                            |
| 10 km marche                                | Ingemar Johansson            |                                            |
| Boxe                                        | Poids lourds (+80 kg)        | Gunnar Nilsson                             |
| Équitation                                  | Concours complet par équipes | Robert Selfelt Olof Stahre Sigurd Svensson |
| Lutte                                       |                              |                                            |
| Lutte gréco-Romaine Poids plume, 57 - 62 kg | Olle Anderberg               |                                            |
| Lutte gréco-Romaine Poids lourds, + 87 kg   | Tor Nilsson                  |                                            |
| Lutte libre Poids plume, 57 - 62 kg         | Ivar Sjölin                  |                                            |
| Lutte libre Poids légers, 62 - 67 kg        | Gösta Frändfors              |                                            |
| Lutte libre Poids lourds, + 87 kg           | Bertil Antonsson             |                                            |
| Voile                                       | Dragon                       | Folke Bohlin Gösta Brodin Hugo Johnson     |

### Médailles de bronze
| Sport                                   | Discipline                                                     | Sportifs                                                                            |
| Médailles de bronze : 17                |                                                                |                                                                                     |
| Athlétisme                              |                                                                |                                                                                     |
| 10 000 m                                | Bertil Albertsson                                              |                                                                                     |
| 400 m haies                             | Rune Larsson                                                   |                                                                                     |
| 3 000 m steeple                         | Göte Hagström                                                  |                                                                                     |
| 4 × 400 m                               | Kurt Lundquist Lars-Erik Wolfbrandt Folke Alnevik Rune Larsson |                                                                                     |
| Saut en longueur féminin                | Ann-Britt Leyman                                               |                                                                                     |
| Lutte                                   |                                                                |                                                                                     |
| Lutte libre Poids mouche, - 52 kg       | Thure Johansson                                                |                                                                                     |
| Lutte libre Poids moyens, 73 - 79 kg    | Erik Lindén                                                    |                                                                                     |
| Lutte libre Poids mi-lourds, 79 - 87 kg | Bengt Fahlkvist                                                |                                                                                     |
| Pentathlon moderne                      | Individuel homme                                               | Gösta Gärdin                                                                        |
| Tir                                     |                                                                |                                                                                     |
| 50 m carabine couché                    | Jonas Jonsson                                                  |                                                                                     |
| Pistolet à 50 m                         | Torsten Ullman                                                 |                                                                                     |
| Pistolet feu rapide à 25 m              | Sven Lundquist                                                 |                                                                                     |
| Équitation                              |                                                                |                                                                                     |
| Concours complet individuel             | Robert Selfelt                                                 |                                                                                     |
| Dressage individuel                     | Gustaf Adolf Boltenstern, Jr.                                  |                                                                                     |
| Voile                                   | Classe 6m JI                                                   | Carl-Robert Ameln Martin Hindorff Tore Holm Torsten Lord Gösta Salén                |
| Escrime                                 | Epée par équipes                                               | Per Carleson Arne Tollbom Sven Thofelt Frank Cervell Carl Forssell Bengt Ljungquist |
| Haltérophilie                           | Poids mi-lourds Moins de 82,5 kg                               | Gösta Magnusson                                                                     |

## Sources
- (en) Suède aux Jeux olympiques d'été de 1948 sur olympedia.org
- (en) Site officiel du comité olympique suédois
- (fr) Tous les bilans officiels sur le site du Comité international olympique